# Tesla (película de 2020)
Tesla es una película biográfica dramática estadounidense de 2020, escrita y dirigida por Michael Almereyda. Protagonizada por Ethan Hawke como Nikola Tesla, también cuenta con la participación de Eve Hewson, Ebon Moss-Bachrach, Jim Gaffigan y Kyle MacLachlan.
Tuvo su estreno mundial en el Festival de Cine Sundance el 27 de enero de 2020. Su lanzamiento está planificado para el 21 de agosto de 2020, por IFC Films.

## Reparto
- Ethan Hawke como Nikola Tesla.
- Kyle MacLachlan como Thomas Edison.
- Eve Hewson como Anne Morgan.
- Jim Gaffigan como George Westinghouse.
- Ebon Moss-Bachrach como Szigeti.
- Hannah Gross como Mina Edison.
- Josh Hamilton como Robert Underwood Johnson.
- James Urbaniak como Profesor Anthony.
- Rebecca Dayan como Sarah Bernhardt.
- Donnie Keshawarz como J.P. Morgan.
- Lucy Walters como Katharine Johnson.
- Blake DeLong como William Kemmler.
- Lois Smith
- Ian Lithgow

## Producción
En febrero de 2018, se anunció que Ethan Hawke se había unido al reparto de la película, con Michael Almereyda dirigiendo desde un guion que escribió. El guion era una actualización del primer boceto que Almereyda escribió, una película biográfica de Tesla originalmente destinada para el director polaco Jerzy Skolimowski, la cual nunca fue realizada. En parte, inspirado en el éxito de los automóviles Tesla, Almereyda "lo reinventó para el momento actual."

## Estreno
Tesla tuvo su estreno mundial en el Festival de Cine Sundance el 27 de enero de 2020. Poco después, IFC Films adquirió los derechos de distribución de la película y fijó su lanzamiento para el 21 de agosto de 2020.